# Krásná Lípa (Šindelová)
Krásná Lípa (německy Schönlind) je vesnice, část obce Šindelová v okrese Sokolov v Karlovarském kraji. Nachází se asi jeden kilometr severovýchodně od Šindelové. V roce 2011 zde trvale žilo 95 obyvatel.
Krásná Lípa leží v katastrálním území Krásná Lípa u Šindelové o rozloze 2,31 km², Ptačí o rozloze 4,39 km² a Milíře u Šindelové o rozloze 12,44 km².

## Historie
První písemná zmínka o vesnici pochází z roku 1584. Jiný zdroj posouvá první zmínku o Krásné Lípě do roku 1512.
V městské a soudní knize Sokolova se dle zápisu z roku 1512 odvolávají k soudu bratři Mikuláš a Kašpar, skláři z Krásné lípy. Jednalo se o spor při využívání pramene. Soud tehdy rozhodl, že vodu budou využívat oba bratři, jeden ve dne, druhý v noci. Řešení sporu sokolovským soudem dokazuje, že osada neměla ještě žádnou vrchnost. Roku 1540 jsou v Krásné Lípě uváděny sklárny a hamry, které platily desátky jindřichovické faře. V kronice Jindřichovic je roku 1562 připomínán Hans Schürer, sklář z Krásné Lípy. Od roku 1435 drželi Krásnou Lípu spolu s Jindřichovicemi Šlikové. Roku 1591 zdědil Krásnou Lípu Mikuláš Globner z Globenu (Hlavno), když se oženil s hraběnkou Šlikovou. Roku 1628 před odchodem do emigrace ji prodal svému bratranci Joštu Kristiánu Globnerovi, který ji 28. listopadu 1628 prodal Otto Nosticovi. Ten ji připojil k jindřichovickému panství. Po smrti Otto Nostice, který zemřel jako bezdětný roku 1630, zdědil ves jeho synovec Johann Hartwig. Ten propůjčil vsi 16. srpna 1673 práva městečka, což potvrdil císař Leopold. Roku 1687 dostala Krásná Lípa od Nosticů tržní právo a stala se městysem.
Krásná Lípa se do první třetiny 18. století značně rozšířila, ale zástavba byla dosti chaotická, a tak zaniklo přirozené historické centrum. Po skončení druhé světové války nejprve došlo k odsunu německého obyvatelstva, následovala snaha obec dosídlit. Krásnou Lípu se však nepodařilo dosídlit natolik, aby nebyla přetržena kontinuita, a tak byly téměř tři čtvrtiny domů zbořeny. Zachovalo se jen ulicové náměstí s kostelem, bohužel s převahou nové zástavby. Dřevěné roubené a hrázděné stavby byly postupně nahrazovány zděnými objekty.
Za okrajem Krásné Lípy bylo dne 6. června 1945 popraveno oddílem revoluční gardy deset nevinných Němců. Mezi nimi byli i starostové Šindelové a Milířů. Tuto událost připomíná malý pomníček, který na místě popravy nechala v roce 1992 postavit Theresa Seidelová, dcera jednoho z popravených mužů.

## Obyvatelstvo
Většina obyvatel se živila zprvu těžbou dřeva v okolních lesích, rýžováním cínové rudy a těžbou sklářského křemene. Je zde doloženo několik sklářských pecí, které však po odchodu sklářů do Saska v druhé polovině 17. století téměř zanikly. Byli zde znamenití jehláři, kteří zhotovovali hřebíky pro truhláře a ševce. Později se zde rozšířilo paličkování krajek a tkalcovství, muži nacházeli práci v železářských provozech v Šindelové.
Při sčítání lidu v roce 1921 zde žilo 687 obyvatel (z toho 319 mužů), z nichž byl jeden Čechoslovák, 668 Němců a osmnáct cizinců. Až na jednoho evangelíka se hlásili k římskokatolické církvi. Podle sčítání lidu z roku 1930 měla vesnice 703 obyvatel: tři Čechoslováky, 684 Němců a šestnáct cizinců. Kromě 24 lidí bez vyznání byli římskými katolíky.
|           | 1869 | 1880 | 1890 | 1900 | 1910 | 1921 | 1930 | 1950 | 1961 | 1970 | 1980 | 1991 | 2001 | 2011 | 2021 |
| --------- | ---- | ---- | ---- | ---- | ---- | ---- | ---- | ---- | ---- | ---- | ---- | ---- | ---- | ---- | ---- |
| Obyvatelé | 722  | 681  | 617  | 605  | 701  | 687  | 703  | 80   | 147  | 102  | 70   | 48   | 57   | 95   | 104  |
| Domy      | 92   | 99   | 100  | 101  | 107  | 108  | 125  | 65   | —    | 30   | 23   | 26   | 27   | 46   | 50   |

## Obecní správa
Při sčítání lidu v letech 1850–1952 Krásná Lípa byla samostatnou obcí, se kterým patřila nejprve do okresu Kraslice, ale v letech 1900–1930 v okrese Nejdek. Od roku 1953 je částí města Oloví, se kterým patřila nejprve do okresu Kraslice, ale od roku 1961 v okrese Sokolov.

## Pamětihodnosti
- Kostel svatého Josefa
- Smírčí kříž – morový, stojí v lese severně od obce
- Památný strom Lípa u památníku